# Provinz Djanet
Die Provinz Djanet (arabisch ولاية جانت, DMG Wilāyat Ǧānat, tamazight ⵊⴰⵏⴻⵜ) ist eine Provinz (wilaya) im südöstlichen Algerien.
Die im Dezember 2019 neu geschaffene Provinz liegt in der Sahara, grenzt im Osten an Libyen und im Süden an Niger, sie umfasst eine Fläche von 86.185 km².
Vorher war die Provinz Djanet Teil der nunmehr verkleinerten Provinz Illizi.
Mit 17.618 Einwohnern (Statistik 2008) ist sie äußerst dünn besiedelt, die Bevölkerungsdichte beträgt somit nur rund 0,2 Einwohner pro Quadratkilometer. Viele der Einwohner sind Tuareg.
Provinzhauptstadt ist die kleine Oasenstadt Djanet.

## Kommunen

1. Illizi • 2. Djanet • 3. Debdeb • 4. Bordj Omar Driss • 5. Bordj El Haouas • 6. In Amenas (Die neu geschaffene Provinz Djanet besteht aus den Nr. 2 u. 5)

In der Provinz liegen folgende Kommunen als Selbstverwaltungskörperschaften der örtlichen Gemeinschaft:
| Code ONS | Kommune         | Arabisch   | Bevölkerung 2008 |
| -------- | --------------- | ---------- | ---------------- |
| 3302     | Djanet          | جانت       | 14.655           |
| 3305     | Bordj El Haouas | برج الحواس | 2.963            |

Neben diesen Hauptorten liegen in der Provinz Djanet nur wenige und zumeist sehr kleine Oasenorte wie Arrikinie, Ifri, In Ezzane, Tabakat, Tin Alkoum und Zalouaz.